# The Social Network (саундтрек)
The Social Network — альбом Трента Резнора і Аттікуса Росса, створений спеціально для фільму «Соціальна мережа» Девіда Фінчера. Випущений 28 вересня 2010 року, крім того, 17 вересня безкоштовно поширювався семплер з п'ятьма треками з альбому. Реліз має схоже звучання, що і в попередній спільній роботі Резнора і Росса Ghosts I-IV, і навіть містить два перероблених треки звідти («Magnetic» перероблений з 14 Ghosts II, «A Familiar Taste» — із 35 Ghosts IV).

## Історія
Коли режисер Девід Фінчер уперше звернувся до Резнора з проханням записати саундтрек до фільму, той спочатку відмовився, пославшись на зайнятість з нагоди завершення туру і початку запису нового альбому, а також на незацікавленість у проекті. Але після прочитання сценарію він змінює своє рішення і просить Фінчера приєднати його до процесу створення музики для фільму.
Резнор, разом з Россом складають музичні нариси, які незабаром були представлені на осуд Фінчера. Девід залишився задоволений виконаною роботою: «Я не можу сказати нічого поганого на рахунок цього — такого раніше не відбувалося».
До складу альбому увійшла відома композиція «У печері гірського короля» (англ. In the Hall of the Mountain King), яка грає у фільмі під час змагань на каное. Була використана версія у виконанні американського композитора Венді Карлоса, на обробку якої пішло чотири тижні. Як зазначають критики, це одне з найвдаліших місць альбому, звучання якого, в цілому, ґрунтується на контрасті «ніжних синтезаторних переливів і підкреслено жорсткого індустріального ритму».

### Список треків

Обкладинка семплеру.

| #   | Назва                                  | Тривалість |
| --- | -------------------------------------- | ---------- |
| 1.  | «Hand Covers Bruise»                   | 4:18       |
| 2.  | «In Motion»                            | 4:56       |
| 3.  | «A Familiar Taste»                     | 3:35       |
| 4.  | «It Catches Up With You»               | 1:39       |
| 5.  | «Intriguing Possibilities»             | 4:24       |
| 6.  | «Painted Sun In Abstract»              | 3:29       |
| 7.  | «3:14 Every Night»                     | 4:03       |
| 8.  | «Pieces Form the Whole»                | 4:16       |
| 9.  | «Carbon Prevails»                      | 3:53       |
| 10. | «Eventually We Find Our Way»           | 4:17       |
| 11. | «Penetration»                          | 1:14       |
| 12. | «In the Hall of the Mountain King»     | 2:21       |
| 13. | «On We March»                          | 4:14       |
| 14. | «Magnetic»                             | 2:10       |
| 15. | «Almost Home»                          | 3:33       |
| 16. | «Hand Covers Bruise, Reprise»          | 1:52       |
| 17. | «Complication with Optimistic Outcome» | 3:19       |
| 18. | «The Gentle Hum of Anxiety»            | 3:53       |
| 19. | «Soft Trees Break the Fall»            | 4:44       |

### Семплер
| #  | Назва                        | Тривалість |
| -- | ---------------------------- | ---------- |
| 1. | «Pieces Form the Whole»      | 4:25       |
| 2. | «Eventually We Find Our Way» | 4:17       |
| 3. | «On We March»                | 4:18       |
| 4. | «The Gentle Hum of Anxiety»  | 3:51       |
| 5. | «Soft Trees Break the Fall»  | 4:39       |

## Чарти
| Чарт (2010)           | Пікова позиція |
| --------------------- | -------------- |
| Billboard 200         | 20             |
| Рок-альбоми           | 6              |
| Цифрові альбоми       | 3              |
| Незалежні альбоми     | 2              |
| Альтернативні альбоми | 3              |
| Саундтреки            | 1              |